# توزيع رقمي
توزيع رقمي (بالإنجليزية: Digital distribution) يسمى أيضا "توصيل المحتوى أو التوزيع عبر الشبكة"، يصف إيصال محتوى الوسائط مثل الصوت و الفيديو والبرامج وألعاب الفيديو، من دون استخدام وسائط مادية مثل الورق أو دي في دي، حيث عادة يتم التوصيل عبر وسائط توصيل عبر الشبكة مثل الإنترنت.